# Tragedy Khadafi
Tragedy Khadafi, de son vrai nom Percy Chapman IV, né le 18 août 1971 à Queensbridge, New York, est un rappeur et producteur américain. Son nom fait référence au chef d'État libyen Mouammar Kadhafi. Tragedy est pour beaucoup le créateur du style Queensbridge (propos tenus par DJ Green Lantern dans le DVD Tragedy: The Story of Queensbridge). Il est connu pour avoir fait partie du collectif de Queensbridge, Juice Crew, (avec Marley Marl, Mr. Magic, Roxanne Shanté, MC Shan, Craig G, Big Daddy Kane, Kool G. Rap & DJ Polo, Masta Ace et Biz Markie). Dans sa carrière, Tragedy côtoie tous les artistes majeurs de Queensbridge comme Nas, Mobb Deep, Blaq Poet, Capone-N-Noreaga et Killa Sha.

## Biographie

### Jeunesse
Chapman est né dans les Queensbridge Housing Projects dans le quartier du Queens à New York. Son père décède à 18 ans. Alors qu'il n'a que 12 ans, il découvre que sa mère est dépendante de l'héroïne. Il trouve la rue comme exutoire à ses problèmes du foyer.

### Carrière
Il lance sa carrière comme membre du duo Super Kids, au côté de DJ Hot Day, avec la publication de Go, Queensbridge en 1985,. Il rencontre Marley Marl, figure historique du rap, membre du Juice Crew. Alors Jayski, Tragedy peaufine son style et enregistre A Tragedy. Il enregistre Live Motivator qui paraîtra sur In Control Vol. 1. Malgré son talent pour la musique, il tombe très vite dans la délinquance juvénile et est incarcéré à l'âge de 16 ans à la prison juvénile de Rikers Island pour 18 mois. En prison, il découvre les livres Harlem ou la terre promise et la biographie de Malcolm X qui vont l'éveiller. Le rap passe alors au second plan dans son esprit. À sa sortie, il s'inscrit à l'université. Mais très vite les albums de l'époque lui redonnent de la motivation, il passe ses soirées en studio et décroche de la fac.
Chapman publie son premier album, Intelligent Hoodlum, en 1990. L'album atteint la 57e place du Top R&B/Hip-Hop Albums. Puis, des frictions ont lieu entre lui et Marley Marl. Tragedy met sa carrière entre parenthèses et travaille alors dans une société de marketing. Par la suite, Tragedy s'occupe d'Havoc, alors artiste solo. Puis ce dernier rencontre Prodigy et ils forment le duo Mobb Deep. Tragedy s'occupe de Capone, fait des morceaux avec Capone-N-Noreaga, ce qui amènera à la sortie de l'album The War Report en 1997. Il s'est également occupé de défendre les couleurs de la Côte Est dans les frictions causées par le morceau New York New York de Snoop Dogg et Tha Dogg Pound avec le morceau L.A. L.A. en compagnie de Mobb Deep et Capone-N-Noreaga.
Sa mère décède en 2000. Il met sa souffrance sur disque et publie son troisième album, Against All Odds, le 5 juin 2001.
Il publie ensuite son quatrième album, Still Reportin'..., le 21 octobre 2003, puis est de nouveau incarcéré. Il crée ensuite le mouvement 25 visant à positiver l'énergie des jeunes.
Il présente un documentaire intitulé Tragedy: The Story of Queensbridge qui documente sa vie, ses problèmes personnels, sa période chez Juice Crew, les nombreuses fois durant lesquels il est incarcéré, et son enfance dans une famille afro-américaine pauvre et une mère dépendante à l'héroïne.

## Affaire judiciaire
Le 27 décembre 2007, Tragedy est appréhendé pour vente de narcotiques et doit purger une peine de quatre ans de prison. Sa sortie initiale étant prévue pour le 21 janvier 2011, Tragedy est libéré sur parole le 23 juin 2010.

## Discographie

### Albums studio
- 1990 : Intelligent Hoodlum
- 1993 : Tragedy: Saga of a Hoodlum
- 2001 : Against All Odds
- 2003 : Still Reportin'...
- 2005 : Thug Matrix
- 2007 : The Death of Tragedy
- 2011 : Thug Matrix 3
- 2014 : Pre-Magnum Opus

### Compilations
- 2005 : Q.U. Soldier
- 2006 : Blood Ballads
- 2006 : Thug Matrix 2

### Albums collaboratifs
- 1998 : Iron Sheiks EP (avec Imam Thug sous le pseudonyme Iron Sheiks)
- 2005 : Black Market Militia (avec Killah Priest, Timbo King, Hell Razah et William Cooper sous le pseudonyme Black Market Militia)
- 2009 : Lethal Weapon (avec Trez)
- 2012 : Militant Minds EP (avec Blak Madeen)
- 2013 : Golden Era Music Sciences (avec Tragic Allies sous le pseudonyme 7 G.E.M.S.)

### Mixtape
- 2016 : The AuraPort